# E3 Harelbeke 2007
De E3 Harelbeke 2007 is de 50e editie van de wielerklassieker E3 Harelbeke en werd verreden op zaterdag 31 maart 2007. Tom Boonen kwam na 203 kilometer als winnaar over de streep. Hij won deze eendaagse wielerkoers in België voor de vierde keer op rij.

## Wedstrijdverloop
Op 61 kilometer van Harelbeke demarreerde de Belg Stijn Devolder (Discovery Channel), op de Stationsberg in Etikhove. Devolder kreeg het gezelschap van zijn landgenoot Philippe Gilbert (La Française des Jeux) en Manuel Quinziato (Liquigas). De Italiaan Quinziato zou de sterkste van dat trio blijken. Hun voorsprong werd niet groot. Na de Stationsberg volgde de Taaienberg, waar Tom Boonen (Quick-Step) versnelde. Behalve de jonge Duitser Marcus Burghardt (T-Mobile) had niemand een reactie in huis.
Devolder, Gilbert en Quinziato trokken de finale op gang, terwijl Boonen de concurrentie op de Taaienberg al even pijn deed. Burghardt, die amper 23 was, reed met Boonen naar de drie koplopers toe. De Zwitserse favoriet Fabian Cancellara (CSC) had zijn koers goed ingedeeld. Cancellara en zijn Australische ploeggenoot Stuart O'Grady vonden aansluiting bij Boonen en compagnie na een koppeltijdrit.
Wereldkampioen Paolo Bettini (Quick-Step) probeerde vanuit de achtergrond solo naar zijn kopman Boonen toe rijden, en slaagde hier in. Op de Côte de Trieu kreeg Bettini echter af te rekenen met materiaalpech en viel weer terug. O'Grady en de Belgen Devolder en Gilbert moesten vooraan de rol lossen, waarna Tom Boonen en Fabian Cancellara met Marcus Burghardt en Manuel Quinziato naar Harelbeke reden. Devolder en Gilbert werden bijgehaald door een achtervolgende groep met onder anderen de Nederlander Roy Sentjens (Lotto), de Australische sprinter Baden Cooke (Unibet) en de Italiaan Alessandro Ballan (Lampre).
De vier leiders reden gezamenlijk door Deerlijk en bereikten Harelbeke, waar geen maat leek te gaan staan op Cancellara. De Zwitser ging de sprint vroeg aan en leek zijn krachtige inspanning te gaan volhouden. Boonen wurmde zich echter nog voorbij Cancellara op minder dan 100 meter van de aankomstlijn. Burghardt werd derde, Quinziato vierde. Vijfenveertig seconden na Boonen werd Roy Sentjens zesde en Philippe Gilbert zevende. Tom Boonen evenaarde zijn landgenoot en de Keizer van Herentals Rik Van Looy, die de E3 Harelbeke net als Boonen vier keer wist te winnen. Bovendien won Boonen zijn vierde E3 op rij.

## Uitslag
| E3 Harelbeke 2007 |                   |                    |          |
| Plaats            | Naam              | Ploeg              | Tijd     |
| Winnaar           | Tom Boonen        | Quick Step         | 4u55'36" |
| 2                 | Fabian Cancellara | Team CSC           | z.t.     |
| 3                 | Marcus Burghardt  | T-Mobile           | z.t.     |
| 4                 | Manuel Quinziato  | Liquigas           | z.t.     |
| 5                 | Allan Johansen    | Team CSC           | 0'42"    |
| 6                 | Roy Sentjens      | Predictor-Lotto    | 0'46"    |
| 7                 | Philippe Gilbert  | Française des Jeux | z.t.     |
| 8                 | Baden Cooke       | Unibet.com         | z.t.     |
| 9                 | Stuart O'Grady    | Team CSC           | z.t.     |
| 10                | Alessandro Ballan | Lampre-Fondital    | z.t.     |